# Alte Dessauer Straße 6, 6a, 15, Amtsweg 4, 4a (Brachstedt)

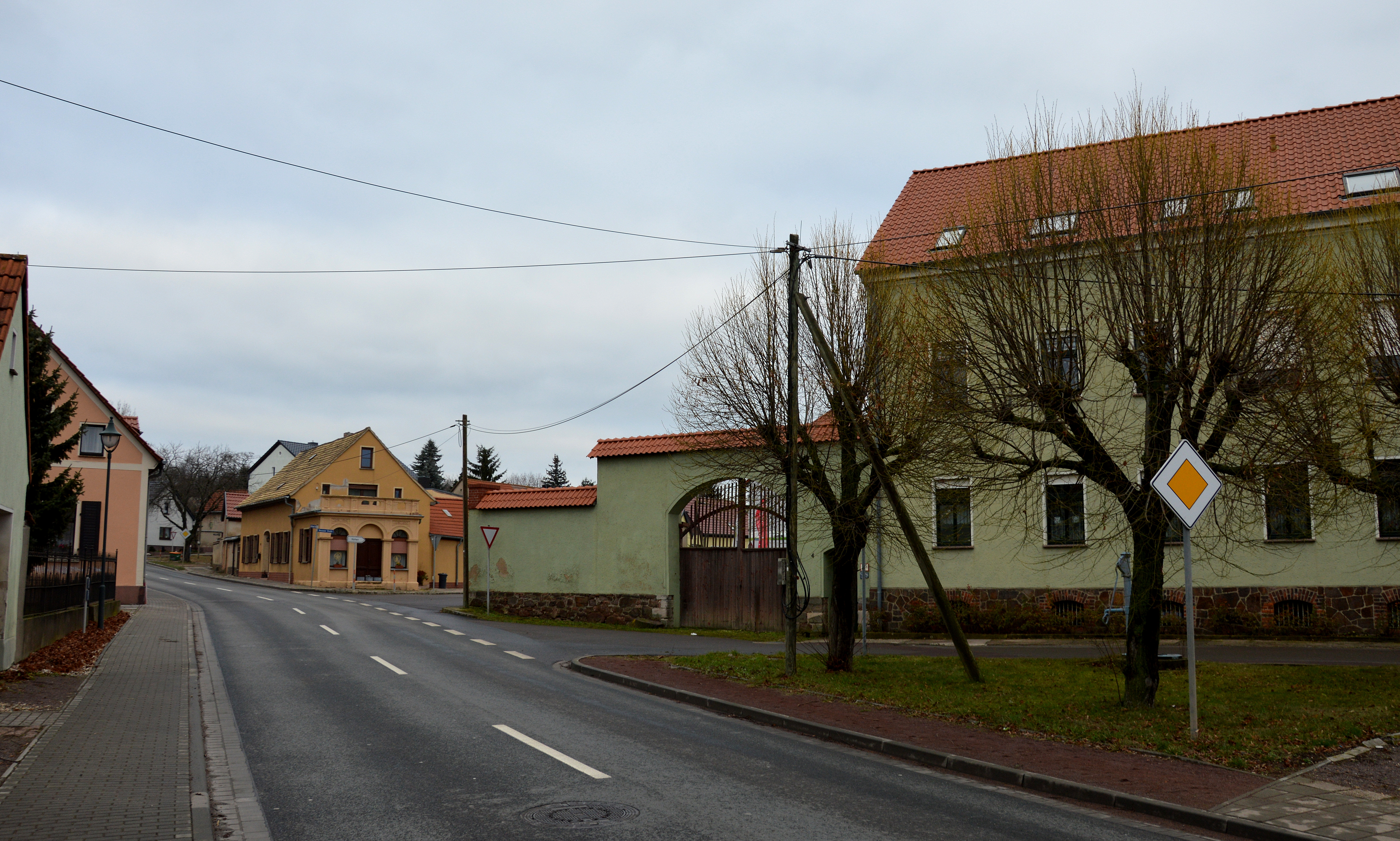
Platz im Zuge der Alten Dessauer Straße, von rechts (Osten) mündet die Amtsstraße ein

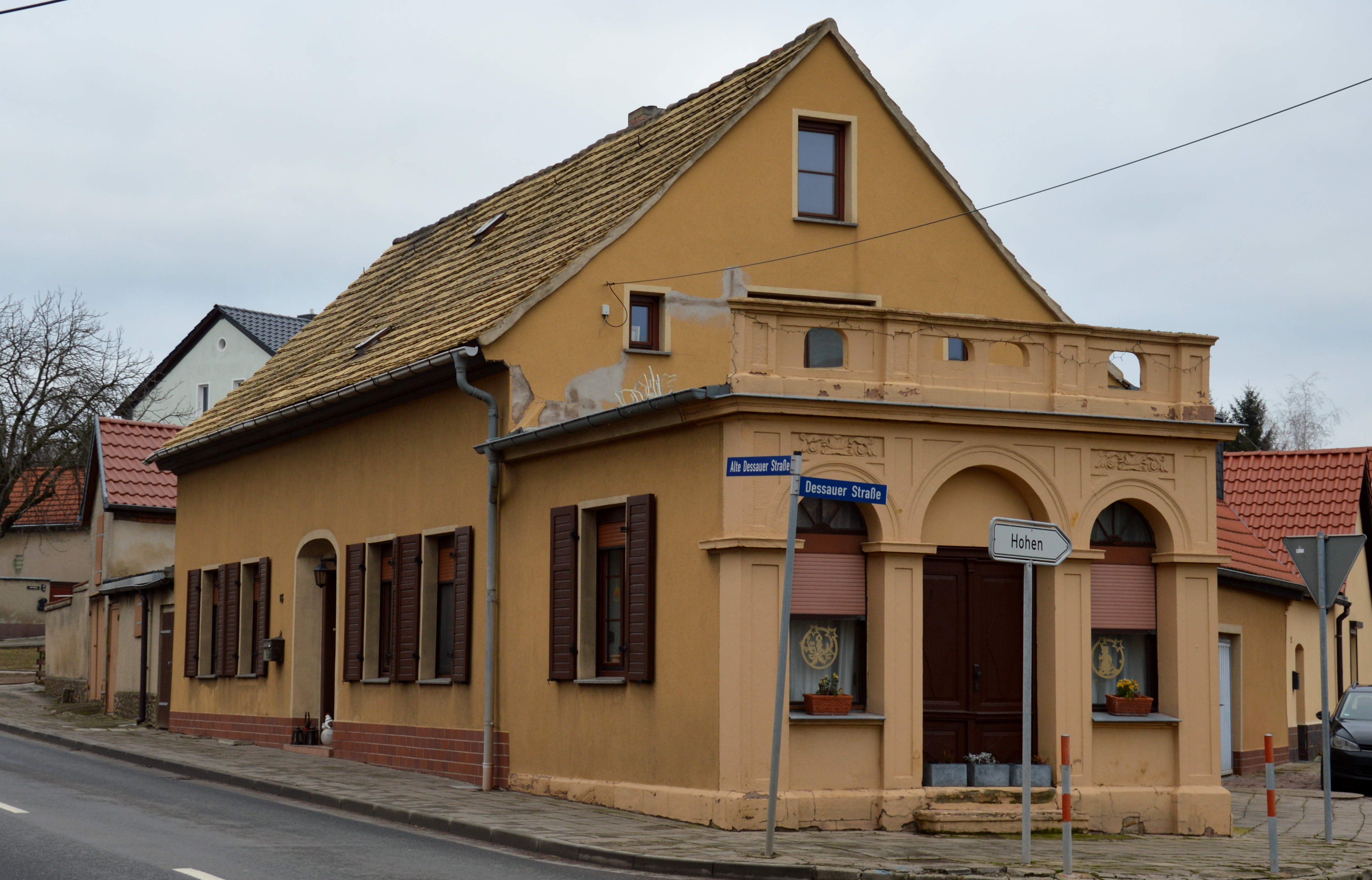
Haus Alte Dessauer Straße 15

Alte Dessauer Straße 6, 6a, 15, Amtsweg 4, 4a ist die Bezeichnung eines denkmalgeschützten Platzes im zur Gemeinde Petersberg gehörenden Dorf Brachstedt in Sachsen-Anhalt.

## Lage
Der Platz befindet sich im nördlichen Teil des Dorfes, im Bereich der Einmündung der Amtsstraße und der Dessauer Straße auf die Alte Dessauer Straße.

## Architektur und Geschichte
Der Denkmalbereich ist von Gebäuden aus dem 19. Jahrhundert geprägt, die im Umfeld der platzartigen Straßengabelung von Alter Dessauer Straße und Amtsstraße entstanden. Besonders markant für das Ensemble ist das in der zweiten Hälfte des 19. Jahrhunderts entstandene große Wohnhaus des Gehöfts Amtsweg 4, 4a mitsamt der dazugehörigen Wirtschaftsgebäude. Bemerkenswert ist der hiervon etwas weiter nördlich in einer Ecklage zur Einmündung der Dessauer Straße befindliche, als Gasthof entstandene Bau Alte Dessauer Straße 15. Er ist an seiner südlichen Giebelseite mit einem aufwändig gestalteten Vorbau versehen, der über rundbogige Fensteröffnungen verfügt. Auch die mittig dazwischen angeordnete Eingangstür wird von einem Rundbogen überspannt. Außerdem besteht eine Balustrade.
Im örtlichen Denkmalverzeichnis ist der Platz unter der Erfassungsnummer 094 55370 als Denkmalbereich verzeichnet.
Noch in den 1990er Jahren lautete die Bezeichnung der heutigen Alten Dessauer Straße Hallesche Straße.